# Esakiozephyrus icana
The Indian Purple Hairstreak (Esakiozephyrus icana) là một loài bướm ngày nhỏ được tìm thấy ở Ấn Độ, thuộc họ Bướm xanh.

## Phân loại
The butterfly was previously classified as Thecla icana Moore.

## Range
The butterfly occurs in Ấn Độ in the Western Himalayas from Kulu to Garhwal, Nepal, Sikkim to Bhutan và Myanma. The butterfly also occurs in Tibet, Szechwan và Vân Nam.

## Cited chú thích
1. 1 2 3  Marrku Savela's Website on Lepidoptera Page on Esakiozephyrus genus.
2. ↑  Card for icana in LepIndex. Truy cập 16 Jun 2007.[liên kết hỏng]
3. 1 2  Evans,W.H.(1932) The Identification of Indian Butterflies, ser no H41.9, pp 250.